# Отока (Новгородская область)
Отока — деревня в Старорусском районе Новгородской области в составе Наговского сельского поселения.

## География
Находится в южной части Новгородской области на расстоянии приблизительно 26 км на запад-северо-запад по прямой от железнодорожного вокзала города Старая Русса на правом берегу речки Псижа.

## История
На карте 1840 года уже была обозначена как поселение с 28 дворами. В 1908 году здесь (Старорусский уезд Новгородской губернии) было учтено 39 дворов.

## Население
Численность населения: 205 человек (1908 год), 2 (русские 100 %) в 2002 году, 1 в 2010.